# نوئه اکوستا
نوئه اکوستا (انگلیسی: Noé Acosta؛ زادهٔ ۱۰ دسامبر ۱۹۸۳) بازیکن فوتبال اهل اسپانیا است.
از باشگاه‌هایی که در آن بازی کرده‌است می‌توان به باشگاه فوتبال آریس سالونیک و باشگاه فوتبال رئال مادرید اشاره کرد.